# Liste von Söhnen und Töchtern der Stadt Potsdam
Folgende Persönlichkeiten wurden in Potsdam geboren (Auflistung nach Geburtstag). Ob die Personen später in Potsdam ihren Wirkungskreis hatten oder nicht, ist dabei unerheblich.

## Bis 1700
- 1595, Joachim Stegmann, † 1633 in Klausenburg, Mathematiker und unitarischer Theologe
- ≈1700, Friedrich Gotthold Köppen, † 1769 in Berlin, preußischer Geheimer Rat und Kriegszahlmeister

## 18. Jahrhundert
- 1719, 12. Mai, Andreas Krüger, † 1759 in Berlin, Architekt
- 1722, 27. September, Johann Balthasar Lüderwald, † 25. August 1796 in Vorsfelde, lutherische Theologe und Geistlicher
- 1724, 29. August, Friedrich Wilhelm Gottfried Arnd von Kleist, † 28. August 1767 in Jeschkendorf bei Liegnitz, Generalmajor
- 1735, 30. Juni, Wilhelm Heinrich von Kleist, † 9. April 1806 in Berlin, Oberst
- 1737, 27. November, Georg Friedrich von Boumann, † nach 1812, Artillerieoberst und Architekt
- 1742, 6. Mai, Friedrich Wilhelm Felix von Schwerin, † 12. Mai 1809 in Potsdam, preußischer Generalmajor und Gutsbesitzer
- 1742, Paul Barandon, † 25. März 1812 in Berlin, Geheimer Oberfinanzrat
- 1743, 17. Januar, Andreas Ludwig Krüger, † 15. Juni 1822 in Berlin, Architekt
- 1743, 11. September, Friedrich Otto von Diericke, † 17. April 1819, preußischer Generalleutnant
- 1744, 15. September, Friedrich Wilhelm Heinrich von Decker, † 14. Juli 1828 in Carlsruhe (Oberschlesien), Offizier, Generalleutnant
- 1747, 22. April, Michael Philipp Boumann, † 2. August 1803 in Berlin, Architekt
- 1750, Heinrich Friedrich Kambly, † 1801 in Potsdam, Kgl. preuß. Hof- und Kabinettsbildhauer, Sohn des Kgl. preuß. Hofbildhauers Johann Melchior Kambly
- 1752/54, Abraham Abramson, † 23. Juli 1811 in Berlin, Medailleur
- 1752, 14. Mai, Juliane Reichardt, † 11. Mai 1783 in Berlin, Sängerin und Komponistin
- 1753, 1. April Karl von Ingersleben, † 13. Mai 1831 in Koblenz, preußischer Beamter, Mitglied des Preußischen Herrenhauses
- 1759, 18. Juni, Johann von Krohn, † 4. August 1834 in Gruppe bei Graudenz, preußischer Generalmajor
- 1759, 26. September, Johann David Ludwig Graf Yorck von Wartenburg, † 4. Oktober 1830 in Klein Oels, preußischer Feldmarschall
- 1760, 15. September, Bogislav Friedrich Emanuel von Tauentzien, † 20. Februar 1824 in Berlin, preußischer General der Infanterie
- 1760, 22. März, Johann Heinrich Freytag, † 20. Mai 1840 in Frankfurt (Oder), deutscher Jurist und Bürgermeister von Frankfurt (Oder)
- 1764, 23. März, Friedrich Schmidt von Werneuchen, † 26. April 1838 in Werneuchen, evangelischer Geistlicher und Verfasser ländlich-naiver Gedichte
- 1767, 22. Juni, Wilhelm von Humboldt, † 8. April 1835 in Tegel, Gelehrter und Staatsmann, Gründer der Berliner Humboldt-Universität
- 1769, 22. Juni, Friedrich Wilhelm Karl Franz von Anhalt, † 16. April 1837 in Prenzlau, preußischer Generalmajor
- 1769, 24. Dezember, Franz Alexander von Kleist, † 8. August 1797 in Ringenwalde, Dichter
- 1770, 3. August, Friedrich Wilhelm III., † 7. Juni 1840 in Berlin, König von Preußen 1797–1840
- 1771, 11. März, Friedrich Ludwig Heinrich von Kleist, † 16. April 1838 in Darmstadt, Generalmajor
- 1774, Friedrich Riel, † 1845 in Königsberg i. Pr., Chorleiter, Organist, Pianist und Komponist
- 1774, 26. März, Georg Steiner, † 4. Februar 1834 in Charlottenburg, preußischer Hofgärtner, Leiter der königlichen Gartenverwaltung von Charlottenburg
- 1774, 26. April, Christian Karl Dietrich, † 20. Oktober 1848 in Berlin, preußischer Generalmajor
- 1775, 30. Oktober, Wilhelm Ludwig Viktor Henckel von Donnersmarck, † 24. Juni 1849 in Dessau, preußischer Generalleutnant
- 1776, 15. Oktober, Henriette Ulrike Ottilie von Pogwisch, † 15. Juni 1851 in Weimar, Begründerin einer französischen und einer deutschen Lesegesellschaft
- 1780, 29. Januar, Marianne von der Mark, † 11. Juni 1814 in Paris, illegitime Tochter von Friedrich Wilhelm II. und Wilhelmine von Lichtenau
- 1780, 3. Juli, Friedrich Johann Gottlieb Lieder, † 13. Mai 1859 in Pest, Maler und Lithograf
- 1784, 14. Februar, Heinrich Joseph Baermann, † 11. Juni 1847 in München, deutscher Klarinettist
- 1785, 11. März, Eleonore Prochaska, † 5. Oktober 1813 in Dannenberg (Elbe), Soldatin, kämpfte während der Befreiungskriege unerkannt als Mann verkleidet zunächst als Trommler, später als Infanterist im preußischen Heer gegen Napoleon
- 1785, 27. Dezember, Wilhelm von Jeetze, † 12. April 1852 in Nürnberg, bayerischer Generalmajor und Generalquartiermeister
- 1788, 23. April, Wilhelm Herbig, † 5. Juli 1861 in Berlin, Maler
- 1789, 24. Februar, Wilhelmine Louise Mencken, † 2. Januar 1839 in Berlin, Tochter des liberalen Kgl. preuß. Kabinettsraths Anastasius Ludwig Mencken (* 1752; † 1801 in Potsdam), Mutter des Reichskanzlers Bismarck
- 1790, 15. März, Friedrich Wilhelm von Rauch, † 9. Juni 1850 in Berlin, Generalleutnant, Generaladjutant König Friedrich Wilhelms IV. und preußischer Militärbevollmächtigter am Hof von Zar Nikolaus I.
- 1792, 12. Juni, Friedrich Ludwig Beyerhaus, † 13. Oktober 1872 in Berlin, Eisengießer, Modelleur, Graveur und Medailleur
- 1792, 11. Juli, Annette Blesson, † 19. Februar 1882 in Berlin, Malerin und Zeichnerin
- 1794, 28. Februar, Friedrich August Herbig, † 13. September 1849 in Berlin, Verlagsbuchhändler
- 1794, 28. Juni, Wilhelm Ferdinand von Berg, † 9. Juni 1885 in Halle (Saale), preußischer Generalleutnant
- 1787, 10. Oktober August Heinrich Hermann von Dönhoff, † 1. April 1847 auf Schloss Friedrichstein (Ostpreußen), Diplomat, Mitglied des Preußischen Herrenhauses
- 1797, 30. März, Heinrich Wilhelm Krausnick, † 14. Dezember 1882 in Berlin, Oberbürgermeister von Berlin
- 1799, 13. Januar, Louis von Dönhoff, † 6. September 1877 auf Schloss Friedrichstein (Ostpreußen), preußischer Generalleutnant
- 1799, 13. Februar, Karl Albert von Rudolphi, † 4. Mai 1864 in Erfurt, preußischer Generalleutnant
- 1799, 14. August, Albrecht von Sydow, † 18. Juli 1861, preußischer Generalmajor

## 19. Jahrhundert

### 1801–1825
- 1801, 21. September, Moritz Hermann von Jacobi, † 10. März 1874 in Sankt Petersburg, Physiker und Ingenieur
- 1802, 2. Juni, August Wilhelm Bullrich, † 3. Juli 1859 in Berlin, Apotheker
- 1802, 9. Dezember, Julius Manger, † 1874, Architekt
- 1803, 15. Februar, Ludwig Persius, † 12. Juli 1845 in Potsdam, Architekt
- 1803, 23. Februar, Carl Albert Krüger, † 19. Juli 1875 in Wesel, Architekturmaler und Architekt
- 1803, 28. Mai, Friedrich Wilhelm Reimnitz, † 24. Mai 1864 in Guben, Gymnasiallehrer und Politiker
- 1803, 20. Dezember, Wilhelm von Bismarck-Briest, † 14. März 1877 in Karlsbad, Jurist und Politiker, Mitglied des Preußischen Abgeordnetenhauses und des Reichstags
- 1804, 21. März, Emil von Kessel, † 8. November 1870 in Potsdam, preußischer Generalmajor
- 1804, 10. Dezember, Carl Gustav Jacob Jacobi, † 18. Februar 1851 in Berlin, Mathematiker
- 1805,  7. Oktober, Gustav August Adolf Becker, † 24. März 1841, Schauspieler, Sänger, Theater- und Opernregisseur
- 1808, 19. September, Theodor Mundt, † 30. November 1861 in Berlin, Schriftsteller
- 1809, 24. Januar, Carl Ludwig Gesell, † 7. März 1867 in Potsdam, Orgelbauer
- 1809, 17. April, Adolphus Heiman, † 16. November 1862 in Jackson (Mississippi), US-amerikanischer Brigadegeneral und Architekt[1]
- 1813, 6. August, Moritz Klotz, † 11. August 1892 in Berlin, Richter und Reichstagsabgeordneter
- 1813, 21. Dezember, Philipp Galen, † 18. Februar 1899 in Potsdam, Schriftsteller und Arzt
- 1814, 1. März, Julius Altmann, † 10. Juni 1873 in Potsdam, deutscher Archivar, Philologe, Schriftsteller und Übersetzer
- 1815, Julius Gustav Lange, † 1905 in Potsdam, Fleischermeister in Potsdam, Lokalhistoriker und Numismatiker
- 1819, 2. Januar, Gustav von Neumann-Cosel, † 13. Oktober 1879 in Berlin, preußischer Generalleutnant
- 1819, 30. März, Friedrich von Brandenburg, † 3. August 1892 in Domanze, preußischer General der Kavallerie
- 1820, 21. Februar, Wilhelm von Brauchitsch, † 6. Januar 1884 in Klein Katz, Rittergutsbesitzer und Politiker, Abgeordneter des Reichstages
- 1821, 24. Februar, Carl Ludwig Fink, † 15. Februar 1888 in Berlin, Maschinenbauingenieur und Hochschullehrer
- 1821, 31. August, Hermann (von) Helmholtz, † 8. September 1894 in Charlottenburg, Physiologe und Physiker, einer der bedeutendsten Naturwissenschaftler seiner Zeit
- 1821, 13. September, Rudolf von Barby, † 4. März 1906 in Wiesbaden, preußischer Generalleutnant
- 1822, 27. März, Albert Kropf, † 20. Dezember 1910 in Bethel (Südafrika), Missionar
- 1822, 26. Dezember, Oskar von Klaß, † 8. Juli 1887 in Herischdorf, preußischer Generalmajor
- 1822, 30. Dezember, Rudolf von Neumann-Cosel, † 8. Februar 1888 in Hirschberg (Niederschlesien), preußischer Generalmajor
- 1822, 31. Dezember Gustav von Brauchitsch, † 17. September 1873, preußischer Generalmajor
- 1823, 27. Februar Bernhard von Werder, † 19. März 1907 in Berlin, preußischer General
- 1823, 22. März, Emilie Friederike Auguste Miethe, bekannt geworden als Frédérique Émilie Auguste O’Connell, † 21. Oktober 1885 in Paris, deutsch-französische Malerin und Radiererin
- 1824, 1. April, Alfred Bonaventura von Rauch, † 25. September 1900 in Berlin, preußischer General der Kavallerie, Generaladjutant der Deutschen Kaiser

### 1826–1850
- 1826, 6. Februar, Gustav von Waldersee, † 18. April 1861 in Wittenberg, preußischer Major
- 1826, 29. Juni, Maximilian Dortu, † 31. Juli 1849 (hingerichtet) in Freiburg im Breisgau, Revolutionär von 1848/49
- 1826, 5. August, Sophie Alberti, † 15. August 1892 in Potsdam, Schriftstellerin
- 1827, 3. Januar, Friedrich Wilhelm von Rauch, † 25. März 1907 in Schwerin, preußischer Generalleutnant und Kommandeur der 14. Kavalleriebrigade
- 1829, 28. Januar, Gustav von Arnim, † 20. April 1909 in Berlin, General
- 1830, 4. Februar, Rudolf Lange, † 3. März 1907 in Karlsruhe, Schauspieler
- 1830, 24. März, August Höpfner, † 12. März 1901 in Perleberg, Lehrer in Perleberg und Stadt-Poet von Potsdam, Perleberg und Berlin
- 1831, 3. September, Paul von Waldersee, † 14. Juni 1906 in Königsberg in Franken, Musikwissenschaftler
- 1831, 18. Oktober, Friedrich III., † 15. Juni 1888 in Potsdam, Kaiser des Deutschen Reichs und König von Preußen 1888
- 1832, 27. März, Hugo von der Lochau, † 7. Juni 1909 in Charlottenburg, Generalleutnant
- 1832, 1. September, Paul Persius, † 19. September 1902 in Berlin, Politiker, Mitglied des Preußischen Herrenhauses. Jurist, preußischer Beamter, Abgeordneter und erster Präsident des preußischen Oberverwaltungsgerichts
- 1832, 12. März, Louis von Blanc, † 9. Januar 1903 in Weimar, Marineoffizier, zuletzt Admiral
- 1832, 8. April, Alfred Graf von Waldersee, † 5. März 1904 in Hannover, preußischer Generalfeldmarschall
- 1832, 2. Oktober, Carl Ernst Heinrich Ziller, † 30. Mai 1866 in Potsdam, Architekt und Baumeister
- 1832, 17. Dezember, Eduard Becker, † 30. Juni 1913 auf Elsenau am Werbellinsee, Ingenieur, Maschinenfabrikant
- 1834, 16. Februar, Ernst Haeckel, † 9. August 1919 in Jena, Zoologe, Philosoph
- 1834, 27. Februar, Herman Riegel, † 12. August 1900 in Braunschweig, Kunsthistoriker und Museumsdirektor
- 1834, 29. Juli Hugo Othmar Miethke, † 11. November 1911 auf Schloß Gutenegg bei Cilli, Kunsthändler Galerist im Dorotheum in Wien
- 1835, 10. Mai, Wilhelm von Blume, † 20. Mai 1919 in Nikolassee/Kreis Teltow, preußischer General der Infanterie
- 1835, 27. August, Reinhold Persius, † 12. Dezember 1912 in Berlin, Architekt
- 1835, 17. September, Franz von Waldersee, † 22. November 1903 in Sikorzyce, Vizeadmiral
- 1836, 19. Januar, Gottlieb von Haeseler, † 25. Oktober 1919 in Harnekop, Generalfeldmarschall, Mitglied des Preußischen Herrenhauses
- 1837, 23. März, Elvira Müller-Berghaus, † 1924 in Stuttgart, Opernsängerin und Gesangspädagogin
- 1838, 22. Oktober, Carl Fuchs, † 27. August 1922 in Danzig, Pianist, Organist und Musikwissenschaftler
- 1839, 6. Januar, Hermann von Stülpnagel, † 1. März 1912 in Darmstadt, preußischer Generalleutnant
- 1841, 16. Mai, Eduard von Müller, † 8. November 1932 in Wiesbaden-Nordost, preußischer Generalleutnant und Inspekteur
- 1842, 21. Juni, Oldwig von Natzmer, † 29. März 1899 in Charlottenburg, preußischer Generalleutnant
- 1843, 18. September, Julius Hirschberg, † 17. Februar 1925 in Berlin, Augenarzt, Medizinhistoriker und Hochschullehrer
- 1844, 9. September, Wilhelm von Branca, † 12. März 1928 in München, Geologe und Paläontologe
- 1845, 11. Mai, Carl Eduard Gesell, † 8. April 1894 in Potsdam, Orgelbauer
- 1845, 30. November, Richard William Guenther, † 5. April 1913 in Oshkosh (Wisconsin), US-amerikanischer Politiker
- 1846, 6. April, Gustav von Kessel, † 28. Mai 1918 in Berlin, preußischer General
- 1846, 21. Dezember, Hans von Arnim, † 3. Februar 1922 in Baden-Baden, preußischer General
- 1848, 11. Mai, Wilhelm Windelband, † 22. Oktober 1915 in Heidelberg, Philosoph
- 1848, 22. Mai, Hermann Schubert, † 20. Juli 1911 in Hamburg, Mathematiker
- 1848, 28. Juni, Hermann Ziller, † 15. September 1915 in Potsdam, Architekt und Baumeister
- 1848,  7. September, Emil Kopp, † 1928 in Bad Saarow, Architekt
- 1849, 21. Juli, Hans Dechend, † 30. Juni 1932 in Hirschberg im Riesengebirge, preußischer Offizier und Schriftsteller
- 1849, 28. September, Curt von Pfuel, † 16. Juli 1936 in Potsdam, preußischer General der Kavallerie

### 1851–1875
- 1852, 7. Januar, Heinrich Köhler, † 6. Oktober 1920 in Potsdam, Schriftsteller
- 1852, 29. Februar, Erich Sello, † 9. Dezember 1912 in Berlin, Jurist und Strafverteidiger
- 1852, 26. November, Eduard Endell, † 19. Januar 1911 in Berlin, Architekt
- 1852, 11. Dezember, Adelheid Stier, † 8. April 1942, Dichterin und Erzählerin
- 1853, 8. März, Eduard Bertz, † 10. Dezember 1931 in Potsdam, Schriftsteller, Philosoph, Bibliothekar und Übersetzer
- 1853, 3. August, Hans Stever, † 1925 in Hannover, Architekt
- 1853, 12. September, Richard Hamel, † 7. September 1924 in Oldenburg, Journalist und Schriftsteller
- 1855, 7. Juni, Albert von Ruville, † 5. Juni 1934 in Halle (Saale), Offizier und Historiker
- 1856, 18. Juni, Gustav von Arnim, † 6. Oktober 1932 in Berlin, Generalleutnant
- 1856, 8. November, Selma Gräfin von der Gröben, † 13. Oktober 1938 in Hannover, Philanthropin, Frauenrechtlerin und Pionierin der Sozialen Arbeit
- 1857, 3. April, Paul Spickendorff, † 20. Jahrhundert, Jurist und Landrat des Unterwesterwaldkreises
- 1857, 15. September, Hugo Erich von Boehmer, † 11. Juli 1939 in Berlin-Lichterfelde, Ingenieur, Patentanwalt und Genealoge
- 1857, 12. Oktober, Paul Lange, † 2. Dezember 1919 in Üsküdar/Türkei, Musiker, Hofkapellmeister der letzten osmanischen Sultane
- 1858, 6. November, Richard Jaehne, † 29. Oktober 1905 in Jena, Politiker
- 1859, 7. Januar, Anatol Graf von Bredow, † 22. März 1941 in Seefeld, General
- 1859, 27. Januar, Wilhelm II., † 4. Juni 1941 in Doorn/Niederlande, Kaiser des Deutschen Reichs und König von Preußen 1888–1918
- 1859, 5. Februar, August Boeckh, † 1925, Obergeneralarzt
- 1859, 13. Juli, Adolf Steinhausen, †  23. Juli 1910 in Boppard, Generalarzt und Geiger
- 1859, 16. Oktober, Otto Krauske, † 8. August 1930 in Königsberg (Preußen), Historiker
- 1860, 4. Juni, Friedrich Schmidt-Ott, † 28. April 1956 in Berlin, Jurist, Politiker, Kulturminister Preußens
- 1861, 18. April, Unico von der Groeben, † 2. Juli 1924 in Berlin, Diplomat, Mitglied des Preußischen Herrenhauses
- 1862, 14. August, Heinrich von Preußen, † 20. April 1929 in Hemmelmark, preußischer Prinz, Großadmiral
- 1863, 17. Oktober, Max Barthel, † 31. Januar 1921, Ingenieur, Direktor der Staatlichen Maschinenbau- und Hüttenschule in Duisburg
- 1864, 15. September, Franz Friedrich Sigismund von Preußen, † 18. Juni 1866 in Potsdam, Prinz
- 1866, 14. März, Maximilian Rogge, † 6. September 1940 in Berlin, Vizeadmiral der Kaiserliche deutschen Marine, Staatssekretär und Leiter des Reichsmarineamtes im Kabinett Scheidemann, zuletzt Repräsentant der Skodawerke in Berlin
- 1867, 6. August, Wolf von Gersdorff, † 25. Mai 1949 in Berlin, Verwaltungsjurist und Regierungspräsident des preußischen Regierungsbezirks Merseburg
- 1867, 27. August, Joachim von Arnim, † 31. März 1933 in Kiel, Fregattenkapitän der Kaiserlichen Marine
- 1867, 28. Oktober, Friedrich Rogge, † 7. Juli 1932 in Rendsburg, Jurist, Landrat und Verbandsvorsteher
- 1867, 25. Dezember, August Riebe, † 6. Mai 1936 in Dresden, Ingenieur und Unternehmer
- 1868, 6. Juni, Hans von Jacobs, † 13. Februar 1915 in Metz, Jurist und Diplomat
- 1868, 10. September, Friedrich Wilhelm von Rauch, † 11. August 1899 im Schloss Wilhelmshöhe, Militärgouverneur und Erzieher der Söhne Kaiser Wilhelms II. und der Kaiserin Auguste Viktoria, Premierleutnant à la suite des 1. Garde-Regiments zu Fuß
- 1869, 21. August, Friedrich von Falkenhausen, † 27. März 1946 in Potsdam,  Verwaltungsjurist, Schriftsteller und Übersetzer
- 1869, Carl Friedrich Kappstein, † 1933 in Berlin, Tier- und Stilllebenmaler und Grafiker
- 1870, 5. Februar, Paul Heiland, † 21. September 1933 in Potsdam, Kunstsammler und Kunsthistoriker
- 1870, 30. Juli, Anna Kappstein, † 24. Januar 1950 in Rudolstadt, Schriftstellerin
- 1870, 27. August, Wilhelm Schulz, † nach 1920, Politiker (SPD), Mitglied der Weimarer Nationalversammlung
- 1871, 14. April, Kurt von Elbe, † 3. Juli 1957 in Gießen, preußischer Verwaltungsbeamter und Landrat des Landkreises Neuwied
- 1872, 18. Januar, Wilhelm Thiele, † 1939 in Potsdam, Maler
- 1872, 8. Mai, Friedrich Ludwig, † 3. Oktober 1930 in Göttingen, Musikhistoriker und Rektor der Universität Göttingen
- 1872, 4. November, Max Heldt, † 27. Dezember 1933 in Dresden, Ministerpräsident von Sachsen 1924–29
- 1873, 22. April, Friedrich Wilhelm von Bissing, † 12. Januar 1956 in Oberaudorf am Inn, Ägyptologe
- 1874, 10. Oktober, Ernst Friedrich, † 17. Mai 1957, Ingenieur und Vizeadmiral (Ing.)

### 1876–1900
- 1876, 29. Juni, Alexander Graf zu Dohna-Schlodien, † 25. Dezember 1944 in Bad Godesberg, Rechtswissenschaftler und Politiker (DVP), Reichstagsabgeordneter
- 1878, 20. Juni, Willy Vorkastner, † 19. November 1931 in Halle/Saale, Rechtsmediziner
- 1878, 29. Juli, Edmund Pflugmacher, † Januar 1945 in Potsdam, Generalstabsarzt
- 1879, 7. Februar, Hardy von François, † 21. Dezember 1951 in Berlin, Schauspieler
- 1879, 14. November, Erich Caspar, † 22. Januar 1935 in Berlin, Historiker und Rektor der Universität Königsberg
- 1881, 19. November, Charly Berger, † 28. April 1945 in Potsdam, Schauspieler
- 1882, 23. Januar, Martin Steinke, † 29. August 1966 in Igersheim, Buddhist und Schriftsteller
- 1882, 6. Mai, Wilhelm von Preußen, † 20. Juli 1951 in Hechingen, preußischer und deutscher Kronprinz
- 1882, 10. August, Paul Wallich, † 11. November 1938 in Köln, Bankier
- 1883, 20. April, Kurt Krause, † 19. November 1963 in Berlin, Botaniker und Hochschullehrer
- 1883, 7. Juli, Eitel Friedrich von Preußen, † 8. Dezember 1942 in der Villa Ingenheim in Potsdam, zweiter Sohn König Wilhelm II. von Preußen
- 1884, 25. Juli, Ludowika Jakobsson geb. Eilers, † 1. November 1968 in Helsinki, Olympiasiegerin 1920 und dreifache Weltmeisterin im Eiskunstlauf (mit ihrem Mann Walter Jakobsson) für Finnland
- 1885,  16. März, Alfred Wiener, † 4. Februar 1964 in London, Verbandsfunktionär und Publizist
- 1885, 19. Juni, Bernhard Wilhelm von Bülow, † 21. Juni 1936 in Berlin, Diplomat und Staatssekretär im Auswärtigen Amt in den Jahren 1930 bis 1936
- 1886, 2. März, Leo Geyr von Schweppenburg, † 27. Januar 1974 in Irschenhausen, General der Panzertruppe und Militärattaché
- 1886, 5. Oktober, Edmund Bohne, † 7. Januar 1954 in Berlin-Wilmersdorf, Verwaltungsjurist und Politiker
- 1886, 2. November, Bruno Topff, † 9. November 1920 in Sønderborg, Militärschneider, Vorsitzender des Sønderborger Soldatenrates, angeblicher Präsident von Alsen
- 1887, 29. Januar, August Wilhelm von Preußen, † 25. März 1949 in Stuttgart, vierter Sohn des Deutschen Kaisers Wilhelm II. aus dem Hause Hohenzollern und ein SA-Führer im Rang eines Obergruppenführers
- 1887, 13. Februar, Stanislaus Zawacki, † 21. Februar 1964 in Czersk (Polen), Arzt, der sich dem polnischen Widerstand gegen die deutsche Besatzung anschloss
- 1887, 25. Juli, Franz Mendelssohn, † 17. Juli 1971 in Freiburg, Ingenieur, Marineoberbaurat und Diplomat
- 1888, 27. Juli, Oskar von Preußen, † 27. Januar 1958 in München, Herrenmeister und Generalmajor
- 1889, 22. März, Frieda Zeller-Plinzner, † 22. Juli 1970 in Waldwimmersbach, Schriftstellerin
- 1889, 11. September, Karl Lucke, † 1945, politischer Funktionär und SA-Führer, Mitglied des Badischen Landtags
- 1890, 15. August, Willy Lorenz, † 15. Juli 1971 in Erfurt, Radrennfahrer
- 1890, 18. August, Else Boroffka-Niemeyer, † 7. Januar 1976 in Berlin, Fotografin
- 1890, 3. Dezember, Andreas Rumpf, † 22. Mai 1966 in Köln, Klassischer Archäologe und Hochschullehrer
- 1891, 13. Juli, Werner Rittberger, † 12. August 1975 in Krefeld, Eiskunstläufer, Namensgeber des Rittberger-Sprungs, Vize-Europa- und Vize-Weltmeister
- 1892, 22. Januar, Conrad Veidt, † 3. April 1943 in Hollywood, Kalifornien, Schauspieler
- 1892, 13. September, Viktoria Luise von Preußen, † 11. Dezember 1980 in Hannover, Herzogin von Braunschweig-Lüneburg und letzte Repräsentantin der Monarchie
- 1893, 18. November, Elisabeth von Schleicher, † 30. Juni 1934 in Neubabelsberg, Ehefrau des deutschen Reichskanzlers und Generals Kurt von Schleicher sowie NS-Opfer
- 1893, 9. Dezember, Artur Günther,  † 9. Februar 1972 in Berlin, Filmarchitekt
- 1894, 24. Januar, Franz Röhm, † 25. Dezember 1969 in Mettingen, Verwaltungsjurist und Landrat
- 1894, 8. Februar, Carl Hartmann, † 9. Dezember 1971, Fußballspieler
- 1894, 13. August, Paul Blobel, † 7. Juni 1951 in Landsberg am Lech (hingerichtet), SS-Standartenführer
- 1895, 23. Juli, Erich Krause, † 22. Januar 1932, Chemiker und Hochschullehrer
- 1896, 27. März, Walter Herrmann; † 25. Februar 1972 in Göttingen, Kriminologe, Sozialpädagoge und Reformer in der Fürsorgeerziehung und im Strafvollzug
- 1896, 30. April, Berndt von Kleist; † 16. Dezember 1976 in Bünde, Offizier und Widerstandskämpfer
- 1896, 18. Juni, Alfred Ehrentreich; † 11. April 1998 in Korbach, Reformpädagoge und Autor
- 1896, 18. Juli, Franz Eccard von Bentivegni, † 4. April 1958 in Wiesbaden, Offizier, zuletzt Generalleutnant im Zweiten Weltkrieg
- 1896, 24. Juli, Hermann Kasack, † 10. Januar 1966 in Stuttgart, Schriftsteller und Dichter
- 1896, 23. August, Hubert von Meyerinck, † 13. Mai 1971 in Hamburg, Schauspieler
- 1896, 19. Oktober, Friedrich Bonte, † 10. April 1940 bei Narvik (Norwegen), war ein Marineoffizier (zuletzt ab 1940 im Rang eines Kommodore) in der deutschen Kriegsmarine während des Zweiten Weltkrieges
- 1897, 13. Januar, Hubert Sternberg, † 22. Juni 1987 in Heidelberg, Unternehmer in der Druckmaschinenindustrie
- 1897, 14. Januar, Hasso von Manteuffel, † 24. September 1978 in Reith, General der Panzertruppe und Politiker
- 1897, 14. Oktober, Hans-Karl Koch, † 1. Juli 1934 in Berlin-Lichterfelde, Politiker (NSDAP) und SA-Führer
- 1897, 17. November, Ernst Sasse, † 20. Juni 1945 in Brandenburg/Havel, Widerstandskämpfer
- 1898, 26. Januar, Rolf Müller, † 24. März 1981 in Fort Lauderdale, Astronom
- 1898, 19. April, Ernst-August Roth, † 26. September 1975 in Ahrensburg, General
- 1898, 16. Juli, Babette Gross, † 8. Februar 1990 in Berlin, Publizistin
- 1898, 10. November, Martin Jahn, † 6. Juli 1981 in Darmstadt, Maler, Zeichner und Kunstpädagoge
- 1899, 11. Dezember, Alexander Fürst zu Dohna-Schlobitten, † 29. Oktober 1997 in Basel, Großgrundbesitzer, Offizier und Autor
- 1900, 27. Juni, Adolf Hannemann, † 8. August 1974 in Berlin (West), Manager, Produzent und Produktionsleiter beim deutschen Film

## 20. Jahrhundert

### 1901–1910
- 1901, 3. Februar, Kurt Stahl, † 1975, Politiker (NSDAP), Mitglied des Reichstags
- 1901, 9. September, Erwin Köhler, † 21. Februar 1951 im Gefängnis Butyrka, stellvertretender Oberbürgermeister, Opfer des Stalinismus
- 1901, 21. Oktober, Margarete Buber-Neumann geb. Thüring, † 6. November 1989 in Frankfurt am Main, Schriftstellerin (Als Gefangene bei Hitler und Stalin; Von Potsdam nach Moskau)
- 1902, 31. März, Hasso Preiß, † 15. Mai 1983 in München, Filmschaffender
- 1902, 13. Juni, Ernst Nickel, † 12. November 1989 in Berlin, Archäologe
- 1902, 24. Juli, Hans Helmuth Chemin-Petit, † 12. April 1981 in Berlin, Komponist und Dirigent
- 1902, 11. September, Gerhart Drabsch, † April 1945 bei Luckenwalde, Schriftsteller
- 1902, 12. September, Trude Mohr, † 1989, Funktionärin der nationalsozialistischen Jugend
- 1903, 13. Februar, Isabelle Gräfin von Loë, † 10. Januar 2009 in Kevelaer, Adelige
- 1903, 29. Juni, Ludwig Neubourg, † 25. März 1964 in Bremen, Polizeibeamter und Nachrichtendienstler
- 1903, 4. Oktober, Margot Walter, † 26. April 1994 in London-Camden, Großbritannien, Schauspielerin
- 1904, 10. März, Hans Brehme, † 10. November 1957 in Stuttgart, Komponist und Hochschullehrer
- 1904, 26. März, Gotthold Müller, † 21. Juni 1993 in München, Verleger
- 1904, 29. September, Egon Eiermann, † 19. Juli 1970 in Baden-Baden, Architekt
- 1904, 16. Dezember, Kurt Wunsch, † 17. Dezember 1963 in Berlin (Ost), Kameramann und Standfotograf
- 1906, 7. Februar, Wolfgang Queisner, † 6. August 1990 in Düsseldorf, Brigadegeneral
- 1907, 6. Februar, Hans-Albrecht Herzner, † 3. September 1942 in Hohenlychen, Offizier der Abwehr (Nachrichtendienst) und zentrale Figur im nationalkonservativen Widerstand gegen Adolf Hitler
- 1907, 23. Februar, Hans-Jürgen Graf von Blumenthal,  † 13. Oktober 1944 in Berlin-Plötzensee, Offizier und Widerstandskämpfer des Attentats vom 20. Juli 1944
- 1907, 5. August, Fritz Heese, † Juni 1959, Arzt an der Charité, Hersteller des Herz-Kreislaufmedikaments Kristinat
- 1907, 16. August, Werner Eplinius, † 12. September 1957 in München, Drehbuchautor
- 1907, 9. November, Louis Ferdinand von Preußen, † 25. September 1994 in Bremen, seit 1933 deutscher und preußischer Thronfolger und seit 1951 bis zu seinem Tod Chef des Hauses Hohenzollern
- 1908, 17. Januar, Bogislaw von Bonin, † 13. August 1980 in Lehrte, Heeresoffizier und Publizist
- 1908, 27. Mai, Günter Johl, † 25. November 1965 in Berlin, Maler und Grafiker
- 1909, 19. Februar, Marie Eleonore zu Wied, † 29. September 1956 in Miercurea Ciuc, Rumänien, Politikwissenschaftlerin, Opfer der Diktatur in der Volksrepublik Rumänien
- 1909, 11. Mai, Ehrenfried von Holleben, †  28. Oktober 1988 in Bayreuth, Diplomat
- 1909, 25. Juli, Hans-Jürgen Hundt, † 12. November 1990 in Wiesbaden, prähistorischer Archäologe, Museumsdirektor
- 1909, 9. August, Adam von Trott zu Solz, † 26. August 1944 in Berlin-Plötzensee, Jurist, Diplomat und Widerstandskämpfer
- 1909, 18. Oktober, Wolf Frees, † 1974 in London, Schauspieler, Hörspielsprecher und Übersetzer
- 1909, 8. November, Gerhard Heller, † 29. August 1982 in Baden-Baden, Verleger und Übersetzer
- 1910, 3. Februar, Kurt Vogel, † 20. April 1995, Kommunist, Generalmajor der Volkspolizei
- 1910, 30. April, Walter Kienitz, † 28. Februar 1990, Brigadegeneral der Luftwaffe, Unterabteilungsleiter im Bundesnachrichtendienst

### 1911–1920
- 1911, 20. Februar, Elsa Ullmann, † 24. Januar 2010 in München, Pharmazeutin
- 1911, 30. April, Wolfgang Hahn, † 10. Januar 1998 in Kassel, Mathematiker und Hochschullehrer
- 1912, 21. Januar, Petermax Müller, † 29. März 2002 in Hannover, Automobilrennfahrer und -händler
- 1912, 31. Mai, Martin Schwarzschild, † 10. April 1997 in Langhorne, Pennsylvania, US-amerikanischer Astrophysiker deutscher Herkunft
- 1912, 10. August, Gerhardt Ahl, † 4. Mai 1967 in Frankfurt am Main, Komponist
- 1913, Erika von Hornstein, †  20. April 2005 in Berlin, Schriftstellerin, Malerin und Dokumentarfilmerin
- 1913, 20. April, Siegward Sprotte, † 7. September 2004 in Kampen auf Sylt, Maler und Schriftsteller
- 1914, 13. März, Hubert Globisch, † 3. April 2004 in Potsdam, Maler und Grafiker
- 1916, 29. März, Helmut Boese, † 15. Juni 2001 in Stuttgart, Bibliothekar und Autor
- 1916, 8. Juli, Wolfgang Schweitzer, † 25. Februar 2009 in Eckardtsheim, evangelischer Theologe, Hochschullehrer, Sozialethiker und Friedensaktivist
- 1916, 8. November, Peter Weiss, † 10. Mai 1982 in Stockholm, Schriftsteller, Graphiker und Maler
- 1918, 13. Oktober, Hans Christoph von Seherr-Thoss, † 17. Juli 2011 in Unterhaching, Journalist und Historiker, Archivar des ADAC
- 1919, 12. Januar, Hans Richter, † 5. Oktober 2008 in Heppenheim (Bergstraße), Schauspieler
- 1920, 25. Juli, Renate Barken, geborene Ferfert, † 6. Februar 2014 in Berlin, Schauspielerin, Regisseurin, Synchronsprecherin und Filmproduzentin
- 1920, 11. Dezember, Wolfgang Händler, † 19. Februar 1998, Computerpionier, Informatiker und Hochschullehrer

### 1921–1930
- 1921, 22. März, Ilse Kleberger, † 2. Januar 2012 in Berlin, Verfasserin von Reiseliteratur, Biografien und Kinder- und Jugendliteratur
- 1921, 21. April, Ernst Röhrig, † 22. April 2020, Forstwissenschaftler der Universität Göttingen
- 1921, 21. Mai, Petra Trautmann, † 9. März 1967 in Johannesburg, Südafrika, Schauspielerin
- 1922, 30. Januar, Wilhelm Karl Prinz von Preußen, † 9. April 2007 in Holzminden, Herrenmeister des Johanniterordens
- 1922, 15. Februar, Waldemar Ch. Hecker, † 27. Mai 2008, Mediziner, Hochschullehrer in München
- 1922, 16 Februar, Rudolf Teschner,  † 23. Juli 2006 in Berlin-Steglitz, deutscher Schachspieler und -publizist
- 1922, 31. Mai, Bernhard Hassenstein, † 16. April 2016 in Freiburg im Breisgau, Verhaltensbiologe und Mitbegründer der biologischen Kybernetik
- 1923, 27. Januar, Georg-Sigismund von Oppen, † 22. Februar 2008 in Gualeguaychú, Argentinien, Offizier und Widerstandskämpfer
- 1923, 20. März, Reinhild Gräfin von Hardenberg, † 23. Juni 2016 in Düsseldorf, Widerstandskämpferin gegen die Nationalsozialisten, Autorin
- 1923, 25. März, Ulrich Schneeweiß, † 22. Dezember 2023 in Berlin, Mikrobiologe und Immunologe
- 1923, 28. April, Marika Geldmacher-von Mallinckrodt, † 23. Dezember 2016 in Erlangen, Chemikerin und Medizinerin
- 1924, 3. Mai, Paul Simsa, † 8. März 2013, Motorjournalist
- 1924, 3. Oktober, Carl-Christoph Schweitzer, † 4. Juli 2017 in Bonn, Politikwissenschaftler und Politiker (SPD)
- 1924, 4. November, Erwin Schmidt, † 1. Dezember 1997 in Bremen, Gewerkschaftsfunktionär und Politiker, Mitglied der Bremischen Bürgerschaft
- 1925, 9. Februar, Burkhard Heim, † 14. Januar 2001 in Northeim, Sprengstofftechniker, Physiker und Gelehrter
- 1925, 19. Februar, Eckhard Sperling, † 17. April 2007 in Göttingen, Mediziner und Psychoanalytiker
- 1925, 28. März, Hans-Joachim Hannemann, † 22. Juli 2010 in Berlin, Zoologe und Museumsdirektor
- 1925, 5. Mai, Astrid Gräfin von Hardenberg, † 4. Februar 2015 in Berlin, Beamtin bei der EU-Kommission und Stiftungsgründerin
- 1926, 1. März, Ernst-Ulrich von Kameke, † 9. April 2019 in Großenaspe, Kirchenmusiker, Organist und Komponist
- 1926, 28. Dezember, Uli Richter, † 8. Juli 2021 in Berlin, Modeschöpfer
- 1927, 20. Januar, Wolfgang Kasack, † 10. Januar 2003 in Much, Slawist und Hochschullehrer
- 1927, 31. Mai, Gerhard Wagenitz, † 30. Januar 2017 in Rüdesheim, Botaniker
- 1927, 10. Dezember, Klaus Hafner, Chemiker und Hochschullehrer
- 1928, 15. Februar, Dieter Lattmann, † 17. April 2018 in München, Schriftsteller und Politiker (SPD)
- 1928, 29. August, Klaus Bölling, † 2. November 2014 in Berlin, Chef des Presse- und Informationsamtes der Bundesregierung sowie Regierungssprecher (1974–80 und 1982), Leiter der Ständigen Vertretung der Bundesrepublik in der DDR (1981–82)
- 1928, 29. August, Wolfram Iwer, † 3. Januar 2020, Organist und Kirchenmusiker
- 1928, 28. November, Lore Börner, † 6. Mai 2011. Numismatikerin
- 1928, 14. Dezember, Carlferdinand Zech, † 16. September 1999 in Halle (Saale), Musikwissenschaftler, Komponist und Chorleiter
- 1929, 18. Februar, Günther Schramm, Bühnen- und Fernsehschauspieler, Synchronsprecher, Fernsehmoderator und Sänger
- 1930, 21. Mai, Peter Dannenberg, † 9. März 2015 in Kronshagen, Musikkritiker und Intendant

### 1931–1940
- 1931, 6. Februar, Heinz Kahlau, † 6. April 2012 in Greifswald, im Ortsteil Drewitz geborener Lyriker
- 1931, 4. Juni, Dietrich Garski, † 4. Mai 2024, Berliner Architekt, Bauunternehmer und Immobilienkaufmann
- 1932, 5. Oktober, Helmut Koch, Mathematiker und Hochschullehrer
- 1933, Joachim Schubotz, † 19. Januar 2018 in Hannover, Künstler
- 1933, 2. Januar, Leopold Bill von Bredow, Jurist und Diplomat
- 1933, 3. Januar, Kurt Roeske, Altphilologe und Autor
- 1933, 22. April, Peter Grossmann, † 14. Oktober 2021, Bauforscher
- 1934, 28. Februar, Bodo Schulenburg, † 30. August 2022, Fernsehregisseur und Schriftsteller
- 1934, 29. März, Klaus Segner, Gebrauchsgrafiker
- 1934, 27. Mai in Babelsberg, Horst Müller, † 12. September 2020 in Babelsberg, deutscher Dirigent (Singakademie Potsdam 1957 bis 2002) und Hochschullehrer (Hochschule für Musik „Hanns Eisler“ Berlin)
- 1934, 2. September, Hilla Becher, † 10. Oktober 2015 in Düsseldorf, Fotografin
- 1934, 8. Oktober, Friedrich-Wilhelm von Herrmann, † 2. August 2022 in Freiburg i. Br., Philosoph
- 1934, 29. Oktober, Jan Rave, † 18. Mai 2004 in Ancona, Architekt
- 1934, 19. Dezember, Wolfgang Körber, † 19. Juni 2020 in Solingen, Architekt, Maler und Bildhauer
- 1935, 9. Mai, Wolf von Fabeck, † 15. April 2025 in Magdeburg, Energiewende-Aktivist
- 1935, 14. Juli, Jürgen Tippe, † 8. August 2009, Hochschulrektor und -präsident
- 1935, 14. Dezember, Klaus Klingner, Politiker (SPD), Justizminister des Landes Schleswig-Holstein (1988–96)
- 1936, Chris Reinecke, Künstlerin
- 1936, 5. März, Eberhard Hückstädt, Maler und Grafiker
- 1936, 21. März, Rolf Rave, Architekt, Stadtbereichsplaner und Hochschullehrer
- 1936, 29. August, Joachim Palm, † 15. November 2005 in Altdorf, Maler und Graphiker, Professor in Augsburg
- 1936, 21. Oktober, Georg-Friedrich Kahl, † 1. Februar 2019 in Kleve, Arzt, Pharmakologe und Toxikologe
- 1936, 16. November, Detlef Kühn, Publizist, Rundfunkdirektor und Genealoge
- 1936, 17. November, Hanns-Christof Spatz, † 10. August 2017, Biophysiker
- 1937, 14. Februar, Nicole Heesters, Schauspielerin
- 1937, Karl von Meyenn, † 18. Juni 2022 in Neuburg an der Donau, Physiker und Physikhistoriker
- 1938, 7. Januar, Wolfgang Braumann, † 8. April 2017, Kameramann und Maler
- 1938, 13. Februar, Christoph Derschau, † 7. November 1995 in Hamburg, Lyriker
- 1938, 18. Februar, Manfred Wolter, † 14. Oktober 1999 in Woltersdorf, Autor und Drehbuchautor
- 1938, 28. Februar, Volker Emmerich, Jurist und Rechtswissenschaftler
- 1938, 19. März, Christian Günther, † 21. April 2001 in Bremen, Moderator, Sprecher und Schauspieler
- 1938, 2. Juni, Ludolf von Mackensen, † 24. März 2023, Technikhistoriker und Museumsdirektor
- 1938, 7. September, Petra Paschke, Bildhauerin
- 1938, 23. Dezember, Siegfried Rauhut, Endurosportler
- 1939, Sabine Franek-Koch, Bildende Künstlerin und Hochschullehrerin
- 1939: 2. Oktober, Ingrid Hinz, Regisseurin und Trickgestalterin
- 1939, 14. Oktober, Rüdiger von Voss, † 2. Dezember 2023, Jurist, Publizist und Historiker
- 1940, 3. Juli, Burkhart Kroeber, Übersetzer und Autor
- 1940, 14. Juli, Hanspeter Münch, Maler
- 1940, 31. Juli, Klaus Merten, † 24. Februar 2020, Kommunikationswissenschaftler und Hochschullehrer

### 1941–1950
- 1941, 22. Januar, Lutz Winckler, Germanist und Hochschullehrer
- 1941, 13. Mai, Gundula Diel, Leichtathletin
- 1941, 23. Juli, Georg Merten, † 25. März 2018 in Köln, Diplomat, Botschafter der Bundesrepublik Deutschland
- 1941, 23. August, Friedrich Ristow, † 3. November 2024 in Oldenburg (Oldb), Verwaltungs- und Kirchenjurist
- 1941, 11. September, Wighart von Koenigswald, Paläontologe und Hochschullehrer
- 1941, 23. Oktober, Karin Schroth, Schauspielerin und Dozentin für Schauspiel
- 1942, 25. Juni, Gisela Neumann, Malerin und Grafikerin
- 1942, 10. Juli, Otto Ernst Kempen, † 20. März 2022 in Frankfurt am Main, Jurist, Hochschullehrer und Gewerkschaftsfunktionär
- 1942, 11. August, Rainer Giesel, † 24. September 2021 in Berlin, Politiker (CDU) und Mitglied des Berliner Abgeordnetenhauses
- 1942, 14. September, Manfred Butzmann, Grafiker
- 1942, 24. November, Ute Brade, Keramikerin
- 1942, 6. Dezember, Alfred Schmidt, Maler und Grafiker
- 1943, 14. Januar, Manfred Wolke, † 29. Mai 2024 in Frankfurt (Oder), Olympiasieger im Boxen und Boxtrainer
- 1943, 24. Januar, Bernhard Stephan, Regisseur und Drehbuchautor
- 1943, 19. Juni, Sieglinde Dick, † 10. März 2003 in Münchehofe, erster weiblicher Jockey der DDR
- 1943, 26. August, Klaus Katzur, † 4. September 2016 in Riesa, Schwimmsportler und Silbermedaillen-Gewinner (Olympische Spiele 1972)
- 1943, 25. November, Ekkehard Stein, Komponist (Sun of Jamaica)
- 1944, 16. März, Christian Kirchner, † 17. Januar 2014 in Berlin, Rechts- und Wirtschaftswissenschafter und Hochschullehrer
- 1944, 22. Oktober, Volker von der Heydt, † 26. oder 27. August 2023 in Potsdam, Journalist, Fernsehdirektor beim ORB
- 1944, 18. November, Wolfgang Joop, Modedesigner
- 1944, 24. November, Sibylle Tönnies, † 25. März 2017, Juristin, Soziologin und Publizistin
- 1944, 31. Dezember, Torsten Stein, † 21. Juni 2024, Rechtswissenschaftler und Hochschullehrer
- 1945, 23. Januar, Gerd Eggers, † 20. April 2018 in Potsdam, Schriftsteller und Liedermacher
- 1945, 20. März, Christiane Edinger, Violinistin und Hochschullehrerin
- 1946, 5. September, Jörg Zillies, Industrie-Apotheker, Unternehmensberater, Kommunalpolitiker (CDU), Sportmoderator und -funktionär
- 1946, 26. September, Michael Müller-Preußker, † 12. Oktober 2015 in Berlin, Physiker und Hochschullehrer
- 1946, 29. Oktober, Oliver Bendt alias Jürgen Knoch, Schauspieler, Kunstturner, Sänger (Amarillo, Mein Lied für Maria)
- 1947, 15. März, Christiane Lanzke, † 2005 in Rostock, Wasserspringerin und Schauspielerin
- 1948, 10. Juni, Jürgen Heinrich, Jugendfunktionär (FDJ) und Generaldirektor des Reisebüros Jugendtourist
- 1949, Monika Schulz-Fieguth, Fotografin
- 1949, 4. April, Klaus-Dieter Klebsch, Schauspieler und Synchronsprecher
- 1950, 22. April, Detlev Herbert Krüger, Virologe und Hochschullehrer
- 1950, 15. August, Thomas Luthardt, Schriftsteller, Lyriker und Arzt
- 1950, 23. Oktober, Lothar Doering, Handballspieler und -trainer

### 1951–1960
- 1951, 8. April, Ruth Tesmar, Künstlerin und Hochschullehrerin
- 1952, 8. August, Brigitte Ahrenholz, † im März 2018 bei Werder (Havel), Ruderin
- 1952, 6. Dezember, Rainer Schwarz, † 16. November 2013, Theater- und Hörspielregisseur
- 1953, 18. Dezember, Matthias Martin Höpfner, Diplomat, Botschafter der Bundesrepublik Deutschland in Kanada, Bulgarien und Irland
- 1953, 29. Dezember, Matthias Platzeck, Ministerpräsident des Landes Brandenburg 2002–13, Bundesvorsitzender der SPD 2005–06
- 1954, 14. Januar, Lutz Ludwig Kramer, Kommunarde der Kommune I, Schauspieler, Musiker, Gitarrist und Sänger
- 1954, 18. März, Hans-Peter Krüger, Philosoph und Hochschullehrer
- 1954, 23. September, Matthias Dittmer, Schauspieler
- 1955, Andreas Kitschke, Architekt und Denkmalpfleger
- 1955, 6. April, Ralf Knütter, Leichtathlet
- 1955, 7. Juli, Matthias Schuke, Orgelbauer
- 1956, Petra Schulz, evangelische Theologin
- 1956, 21. November, Angelika Thiel-Vigh, Politikerin, Antisemitismus-Beauftragte Brandenburgs
- 1957, 17. Februar, Matthias Wolff, Biologe und Hochschullehrer
- 1957, 20. März, Matthias Richter, Literaturwissenschaftler
- 1957, 28. Juni, Petra Gastmeier, Medizinerin und Hygienikerin
- 1957, 6. Juli, Ralf Breslau, Germanist, Bibliotheksoberrat
- 1958, 21. Januar, Klaus Thiele, Leichtathlet
- 1958, 19. September, Burkhard Eisoldt, Politiker (CDU) und Staatssekretär
- 1959, 4. Juli, Uwe Klett, Politiker (Die Linke)

### 1961–1970
- 1961, Februar, Thomas Schmidt, Koch, Politiker, Bürgermeister der Stadt Teltow
- 1961, 14. November, Jan Schmidt, Chirurg und Hochschullehrer
- 1961, 25. November, Jörg Thomas Engelbert, Historiker, Südostasienwissenschaftler und Hochschullehrer
- 1962, 5. September, Katrin Amunts, Medizinerin und Hirnforscherin
- 1963, Gabriele Berg, Hochschullehrerin für Biotechnologie
- 1963, 6. Februar, Ralf Brudel, Ruderer und Olympiasieger
- 1963, 4. Juli, Carsten Andörfer, Schauspieler, Sänger und Theaterregisseur
- 1963, 17. August, Jens-Peter Berndt, Schwimmsportler
- 1964, Kai-Peter Gläser, Schauspieler
- 1964, 27. Januar, Birgit Peter, Ruderin, mehrfache Olympiasiegerin
- 1964, 10. März, Andreas Höfer, Kameramann
- 1964, 28. Juni, Sebastian Brather, Mittelalterarchäologe
- 1964, 26. August, Carsten Wolf, Radsportler, Weltmeister
- 1965, Lars Herrmann, Kinderdarsteller
- 1965, 24. Januar, Jana Brandt, Journalistin und Medienmanagerin
- 1965, 28. Juli, Jens Hänisch, Journalist und Fernsehmoderator
- 1965, 6. November, Michael Boden („Bodenski“), Musiker, Dichter, Theaterschauspieler, Gitarrist der Band Subway to Sally
- 1966, 24. Mai, Ulrike Kutay, Biochemikerin
- 1966, 31. August, Wolodymyr Tohusow, sowjetischer bzw. ukrainischer Ringer
- 1966, 19. September, Daniela Neunast, Steuerfrau im Rudersport
- 1966, 24. Dezember, Jörg Behrend, Geräteturner
- 1967, Andrea Brose, Schauspielerin
- 1968, 28. September, René Monse, † 7. Juni 2017 in Magdeburg, Schwergewichtsboxer
- 1968, 26. November, Volkmar Zabel, Bauingenieur
- 1969, Daniel Schmahl, Trompeter
- 1969, 28. Mai, Uwe Seidel, Handballspieler
- 1969, 29. August, Martin Wölfel, Opernsänger
- 1969, 15. November, Judith Engel, Schauspielerin
- 1970, Alexander Schubert, Schauspieler
- 1970, 22. März, Anja Kling, Schauspielerin und Autorin
- 1970, 9. April, Marco Müller, Koch
- 1970, 5. Dezember, Gregor Hoffmann, Politiker, Mitglied des Berliner Abgeordnetenhauses

### 1971–1980
- 1971, 10. Oktober, Ingo Borkowski, Segler, Olympiasilber 2000 im Soling
- 1972, 15. Oktober, Steffen Königer, Handwerker und Politiker
- 1973, Marlon Deter, Politiker (AfD)
- 1973, 30. Januar, Ulrike Schümann, Seglerin
- 1973, 2. Februar, Bürger Lars Dietrich, Komiker und Musiker
- 1974, Uwe Menzel (Uwocaust), rechtsextremistischer Sänger und Musiker
- 1974, 9. Februar, John Milz, Reality-TV-Teilnehmer
- 1974, 11. April, Stefanie Stappenbeck, Schauspielerin
- 1974, 12. April, Antje Rávic Strubel, Schriftstellerin
- 1974, August, Louise Gold, Popsängerin
- 1974, 1. August, Enie van de Meiklokjes, Moderatorin
- 1975, Sacha Korn, Musiker und Musikmanager
- 1975, 1. Januar, Roman Slobodjan, Schach-Großmeister
- 1975, 5. Mai, Sandra Köppen-Zuckschwerdt, Judoka und Sumokämpferin
- 1975, 24. September, Jana Dörries, Schwimmerin
- 1975, 23. Dezember, Robert Bartko, Radrennfahrer
- 1976, Christian Näthe, Schauspieler, Gitarrist und Sänger
- 1976, 18. Februar, Klara Geywitz, Politikerin
- 1977, 29. März, Anja Schache, Florettfechterin
- 1977, 30. März, Isabel Siebert, Politikerin
- 1977, 23. August, Igor Petrenko, russischer Schauspieler
- 1978, 19. Dezember Stefan Körner, Kunsthistoriker, Stiftungsdirektor
- 1979, 4. Januar, Kevin Kuske, Bobsportler
- 1979, 27. Februar, Martin Kautz, Schauspieler, Synchronsprecher und Musiker
- 1979, 6. Mai, Thomas Pöge, Bobsportler und Zehnkämpfer
- 1979, 5. Juni, Isabell Gerschke, Schauspielerin
- 1980, 24. März, Akustikrausch, DJ und Musikproduzent
- 1980, 6. Juli, Madleen Wilder, Fußballspielerin
- 1980, 29. September, Josephine Schmidt, Schauspielerin, Hörspielsprecherin, Synchronsprecherin und -regisseurin
- 1980, 29. Dezember, Yvonne Bönisch, Judo-Weltmeisterin 2004

### 1981–1990
- 1981, Stefan Mehlhorn, Filmemacher und Filmproduzent
- 1981, Beate Muschalla, Psychologin und psychologische Psychotherapeutin
- 1981, 6. Februar, Sabine Krantz, geb. Zimmer, Geherin
- 1982/83, Babett Ikker, Kinderdarstellerin
- 1982, 11. April, Nadine Warmuth, Schauspielerin und Synchronsprecherin
- 1982, 31. Mai, Christian Bollert, Journalist
- 1982, 19. Juni, Christian Prochnow, Triathlet und Olympiastarter (2008)
- 1982, 22. August, Janina Flieger, Schauspielerin
- 1982, 26. September, Daniela Reimer, Ruderin
- 1982, 23. Oktober, Manuel Rieke, Volleyball- und Beachvolleyballspieler
- 1983, 29. April, Anett Sattler, Moderatorin
- 1983, 16. Juli, Martin Bergmann, Film- und Theaterschauspieler
- 1983, 18. Juli, Martin Baden, Schauspieler und Sprecher
- 1983, 28. September, Marie Schöneburg, Schauspielerin
- 1984, Stefan Hein, Kommunikationsberater und Politiker (AfD)
- 1984, Christoph Rieger, geb. Peter, Kulturmanager und Literaturvermittler
- 1984, 31. Januar, Michail Hrabouski, belarussischer Eishockeyspieler
- 1984, 14. Februar, Maria Wedig, geb. Schumanski, Theater- und Fernsehschauspielerin
- 1984, 13. April, Torsten Eckbrett, Kanute
- 1984, 30. Mai, Franziska Latta, Politikerin (Bündnis 90/Die Grünen)
- 1984, 13. Juni, Antje Möldner-Schmidt, Leichtathletin, Europameisterin
- 1984, 10. Juli, Michael Behm, Kinderdarsteller sowie Gitarrist und Tontechniker
- 1984, 26. Juli, Juliane Koschel, geborene Straub, Leichtathletin und Triathletin
- 1984, 24. August, Sven Weisemann, DJ, Produzent und Musiker
- 1984, 11. September, Stefan Köllner, Moderner Fünfkämpfer
- 1984, 9. Oktober, Tina Gollan, Volleyballspielerin
- 1984, 11. November, Jonas Walter, Fotograf und Filmregisseur
- 1985, Henrike von Kuick, Schauspielerin und Synchronsprecherin
- 1985, 13. Januar, Sascha Schelter, Bobfahrer
- 1985, 18. März, Juliane Brummund, Maskenbildnerin und Schauspielerin
- 1985, 7. Juli, Marc Stein, Fußballspieler
- 1985, 7. September, Alexander Kasprik, Schauspieler
- 1985, 27. September, Sebastian Rose, Tambourellispieler, Weltmeister
- 1985, 14. November, Katrin Blume, Schauspielerin
- 1985, 20. November, Marcus Wengler, Schauspieler
- 1985, 13. Dezember, Raimund Widra, Schauspieler
- 1986, 1. Januar, Franziska Stürmer, Jugendschauspielerin
- 1986, 21. Februar, Christoph Kozik, Schauspieler
- 1986, 17. April, Gregor Buchholz, Triathlet
- 1986, 20. April, Stephanie Charlotta Koetz, Schauspielerin und Ärztin
- 1986, 15. Mai, Josephine Waschul, Handballspielerin
- 1986, 11. Juli, Julia Popke, Schauspielerin
- 1986, 25. Juli, Stephanie Schiller, Rudersportlerin
- 1986, 9. August, Daniel Keller, Politiker (SPD) und Sportfunktionär
- 1986, 7. September, Fanny Fischer, Kanutin
- 1986, 11. Oktober, Juri Dud, russischer Journalist, Videoblogger und Dokumentarfilmer
- 1986, 4. November, Doreen Steinert, Sängerin, Schauspielerin und Podcasterin
- 1986, 21. Dezember, Mandy-Marie Mahrenholz, Schauspielerin
- 1987, Paula Fürstenberg, Schriftstellerin
- 1987, Lisa Pahlke, Bildende Künstlerin
- 1987, Theresa Palfi, deutsch-österreichische Theaterschauspielerin
- 1987, Tobias Retzlaff, Schauspieler
- 1987, David Schubert, Koch
- 1987, Sophie Sumburane, Schriftstellerin und Redakteurin
- 1987, 15. Januar, Thomas Drechsel, Schauspieler
- 1987, 17. März, Patrick Ebert, Fußballspieler
- 1987, 3. Juni, Daniel Frahn, Fußballspieler
- 1987, 23. Juni, Martin Krahn, Schauspieler und Kinderdarsteller
- 1987, 9. Juli, Josephine Dörfler, Volleyballspielerin
- 1987, 19. November, Philipp Walsleben, Radrennfahrer und Radsporttrainer
- 1987, 20. November, Christoph Pfingsten, Radrennfahrer
- 1988, Gregor Weichbrodt, Autor und Künstler
- 1988, 12. März, Jonathan Erdmann, Volleyball- und Beachvolleyballspieler
- 1988, 14. März, Rico Freimuth, Zehnkämpfer
- 1988, 13. Juli, Emely Neubert, Schauspielerin
- 1988, 1. August, Olia Tira, moldauische Sängerin
- 1988, 21. August, Juliane Domscheit, Ruderin
- 1988, 19. Oktober, Anika Zülow, Volleyballspielerin
- 1988, 24. Oktober, Christopher Linke, Leichtathlet
- 1989, Sonja Yakovleva, Künstlerin (Scherenschnitte)
- 1989, 19. März, Dennis Hohloch, Politiker (AfD)
- 1989, 29. März, Juliane Raschke, Playmate und Model
- 1989, 24. Mai, Franziska John, geb. Weber, Kanutin, Olympiasiegerin, Welt- und Europameisterin
- 1989, 24. Juni, Fabian Böhm, Handballspieler
- 1989, 30. Juli, Olivia-Patrizia Kunze, Schauspielerin, Sängerin und Musicaldarstellerin
- 1989, 11. Oktober, Paula Schramm, Schauspielerin
- 1989, 19. Dezember, Kristin Bohm, Schauspielerin
- 1990, 1. Februar, Gregor Podschun, Sozialarbeiter, -pädagoge und -manager
- 1990, 2. März, Dennis Haustein, Politiker (CDU)
- 1990, 16. März, Sofie Popke, Fernsehdarstellerin
- 1990, 2. April, David Kolesnyk, Politiker (SPD)
- 1990, 30. September, Tobias Weihe, Schauspieler
- 1990, 11. Oktober, Paul Niemann, Schauspieler
- 1990, 19. Dezember, Lieven Wölk, Schauspieler

### 1991–2000
- 1991, 9. März, Jonathan Dümcke, † 5. August 2013 in Italien, Schauspieler
- 1991, 6. Oktober, Johannes Walenta, Synchronsprecher, Illustrator, 3D-Artist, Musiker und Fotograf
- 1992, 17. Februar, Denys Prytschynenko, ukrainischer Fußballspieler
- 1992, 21. Mai, Christian Zeiger, Synchron-, Hörspiel- und Hörbuchsprecher sowie Dialogregisseur und -buchautor
- 1992, 22. Mai, Kevin Köppe, Schauspieler
- 1992, 7. Juli, Sebastian Doro, Fußballspieler
- 1992, 1. November, Wladimir Morosow, russischer Eiskunstläufer
- 1993, 3. Juli, Marie Philipp, Schauspielerin
- 1993, 16. August, Friedel Morgenstern, Synchron- und Hörbuchsprecherin
- 1994, 1. Juni, Ella-Maria Gollmer, Schauspielerin
- 1994, 22. September, Robert Andrich, Fußballspieler
- 1995, 2. September, Poul Zellmann, Schwimmer
- 1995, 2. November, Robin Hafemann, Volleyballspieler und Sozialarbeiter
- 1997, 13. August, Saskia Feige, Leichtathletin (Geherin), Europameisterschaftsdritte
- 1997, 24. August, Amber Bongard, Schauspielerin
- 1998, 9. Mai, Julian Hodek, Fußballspieler
- 1998, 29. Juli, Teresa Zurek, Leichtathletin
- 1999, 27. Juni, Jean Paul Bredau, Sprinter
- 1999, 1. Juli, Erik Abramov, Judoka
- 1999, 24. Juli, Tobias Dombrowa, Fußballspieler
- 2000, 4. März, Melissa Kössler, Fußballspielerin

## 21. Jahrhundert
- 2001, 14. Januar, Alexander Türk, Kinderdarsteller
- 2001, 27. November, Kevin Schade, Fußballspieler
- 2002, 12. Juli, Jannis Lang, Fußballspieler
- 2002, 25. August, Max Schulz, Volleyballspieler
- 2004, 11. März, Margarita Kolosov, Rhythmische Sportgymnastin